# Рифт Білого Нілу

Рифти Судану і Кенії

Рифт Білого Нілу — один з декількох рифтів Центрального Судану, що прямує в північно-західному напрямку і закінчується у Центрально-Африканській зоні зрушення. 

## Склад
Рифт є крейдяною/третинною структурою, яка має аналогічні тектонічні характеристики, що й Рифт Південного Судану, Рифт Блакитного Нілу і Рифт Атбара Ці рифти прямують в північно-західному напрямку. Ймовірно, ця лінія є продовженням Центрально-Африканської зони зрушення що прямує через Судан.

## Розташування
Рифтовий басейн починається від трійнику, від якого відгалужується грабен Умм Рубаб, що прямує в північно-західному напрямку, і грабен Білого Нілу, який прямує в північному і в північно-західному напрямку. Басейн заповнений відкладеннями і магматичними породами, і є місцем розвідки нафти і газу. Згідно з однією з теорій, система Білого Нілу в Бахр-ель-Араб і Рифт Білого Нілу залишалися закритим озером, поки не з'єдналася з Вікторія-Нілом 12,5 тисяч років тому